# Florin Iordache
Florin Iordache (Caracal, 14. prosinca 1960.) rumunjski je socijaldemokratski političar i kratkotrajni ministar pravosuđa u vladi Sorina Grindeanua.
Političku karijeru započinje kao zastupnik u Zastupničkom domu Rumunjskog parlameta, gdje je četiri mandata predstavljao županije Olt. Od lipnja do prosinca 2016. godine obnašao je i dužnost predsjednika Zastupničkog doma.
Kao tvorac i predlagatelj kontroverznog nacrta zakona o dekriminalizaciji koruptivnih djela, njegova smjena s mjesta ministra bila je jedan od glavnih zahtjeva tijekom masovnih protuvladnih prosvjeda 2017. Svoju odluku o pomilovanju bolesnih zatvorenika ili onih koji su zašli u stariju životnu dob pravdao je prenapučenošću zatvora. 
Nakon višetjednog pritiska od strane građana, predsjednika Klausa Iohannisa i pravosudnih tijela, 9. veljače 2017. službeno je dao ostavku na svoje ministarski položaj.

## Pogledajte još:
- Prosvjedi u Rumunjskoj 2017.